# 国中公麻呂
国中 公麻呂 （くになか の きみまろ）は、奈良時代の仏師・貴族。姓は国（無姓）のち国中連。名は君麻呂・公万呂とも記される。百済系渡来人である官僚（徳率）・国骨富の孫とされる。官位は従四位下・造東大寺次官。

## 経歴
祖父・国骨富は徳率の位にまで昇った百済の高官であったが、天智天皇2年（663年）白村江の戦い後まもなく百済が滅亡したため日本に帰化した。
天平17年（745年）正七位下より外従五位下に昇叙される。翌天平18年（746年）造仏長官に任ぜられ、東大寺盧遮那仏の造像と大仏殿建立の指揮を執る。天平20年（748年）従五位下、天平勝宝元年（749年）には聖武天皇の大仏殿行幸に際して従五位上に昇叙される。
天平宝字2年（758年）東大寺大仏殿竣工。大和国葛下郡国中村に居住していたことにより、国中連姓を賜与される。 天平宝字5年（761年）正五位下・造東大寺次官に叙任され、のち法華寺浄土院・香山薬師寺・石山寺の造営に参画する。天平神護3年（767年）東大寺主要伽藍の完成を祝した称徳天皇の東大寺行幸に際して従四位下に叙される。神護景雲2年（768年）但馬員外介に転任。
宝亀5年（774年）10月3日卒去。最終官位は散位従四位下。

## 人物
聖武天皇が作ろうとした盧舎那仏は高さ5丈（約15メートル）と巨大なものであり、当時の鋳工たちの中で敢えて鋳造に挑む者はいなかったが、公麻呂は非常に優れた技術と思慮により、盧舎那仏の建造を成し遂げたという。

## 主な作品
確実な公麻呂作品は存在しないが、東大寺盧舎那仏像のほか、東大寺戒壇院四天王立像、東大寺法華堂の不空羂索観音像などの乾漆諸像や、新薬師寺十二神将像の製作に関わったと推定されている。

## 官歴
『続日本紀』による。
- 時期不詳：正七位下
- 天平17年（745年） 4月25日：外従五位下
- 天平20年（748年） 2月19日：従五位下（内位）
- 天平感宝元年（749年） 4月14日：従五位上
- 天平宝字2年（758年） 日付不詳：国（無姓）から国中連に改姓
- 天平宝字5年（761年） 6月26日：正五位下（光明皇太后周忌御斎会供奉）。10月1日：造東大寺次官
- 天平神護3年（767年） 2月4日：従四位下
- 神護景雲2年（768年） 11月29日：但馬員外介
- 宝亀5年（774年） 10月3日：卒去（散位従四位下）